# Cattleya × elegans
Espèce
Synonymes
- Bletia × elegans (C.Morren) Rchb.f.[2]
- Bletia × elegans var. houtteana (Rchb.f.) Rchb.f.[3]
- Brasicattleya elegans (C.Morren) Campacci[4]
- Cattleya elegans C.Morren
- Cattleya × devonia auct.
- Cattleya × devoniensis (Rchb.f.) T.Moore
- Hadrocattleya elegans (C.Morren) V.P.Castro & Chiron[5]
- Hadrocattleya elegans f. leucotata (L.Linden) F.Barros & J.A.N.Bat[6].
- Laelia × brysiana Lem.
- Laelia × devoniensis Rchb.f.
- Laelia elegans Rchb. f.[7]
- Laelia × elegans (C.Morren) Rchb.f.[7]
- Laelia × elegans var. alba Barb.Rodr[8].
- Laelia × elegans var. blenheimensis B.S.Williams[9]
- Laelia × elegans var. gigantea (R.Warner) A.H.Kent
- Laelia × elegans var. houtteana Rchb.f.[10]
- Laelia × elegans var. incantans Rchb.f.[11]
- Laelia × elegans var. morreniana Rchb.f.[12]
- Laelia × elegans var. picta Rchb.f.[13]
- Laelia × elegans var. schilleriana A.H.Kent
- Laelia × elegans var. tautziana Rchb.f.[14]
- Laelia × elegans var. turneri (R.Warner) A.H.Kent
- Laelia × gigantea R.Warner
- Laelia × pachystele Rchb.f.
- Laelia × turneri R.Warner
- × Laeliocattleya elegans (C.Morren) Rolfe[15]
- × Laeliocattleya elegans var. leucotata L.Linden[16]
- Laeliocattleya pachystele (Rchb.f.) Rchb.f.
- Laeliocattleya sayana Linden
- Laeliocattleya schulziana Linden
- × Sophrocattleya elegans (C.Morren) Van den Berg & M.W.Chase[17]

Cattleya × elegans est un hybride d'orchidées de la sous-tribu des Laeliinae. C'est une épiphyte à pseudobulbes. Sa formule d'hybride est  Cattleya purpurata (Lindl. & Paxton) Van den Berg (2008) × Cattleya tigrina A.Rich. (1848). Il est trouvé dans le Sud et dans le Sud-Est du Brésil.